# Eugène Hins
Eugène Hins (1839-1923), né à Molenbeek-Saint-Jean, professeur d'histoire du Moyen Âge, est le fondateur du journal La Pensée. Il est un des leaders, avec César De Paepe de la libre-pensée belge et cofondateur de la Première Internationale,,.

## Biographie
Issu d'une famille de la petite bourgeoisie catholique (son père dirigeait le pensionnat catholique du 15 chaussée de Merchtem), il ne semblait se prédestiner à la conduite d'un mouvement socialiste. 
C’est comme étudiant qu’il entra en contact avec Hector Denis et Guillaume De Greef. Ceux-ci l’initient aux théories qui avaient cours à cette époque dans les milieux des jeunes intellectuels progressistes. Après des études et des activités militantes à l'Université libre de Bruxelles, Eugène Hins est frappé par un problème de cécité et s'installe pour un an au Brésil comme précepteur où il découvre l'esclavage. 
Revenu en Belgique, au chômage, Hins part en 1872 pour la Russie et devient professeur au sein d'une école militaire pendant deux ans. 
Parmi les premiers fondateurs de l’Internationale de la libre pensée, qui tint son premier congrès à Bruxelles en 1880, on remarque au côté d'Eugène Hins le socialiste allemand Wilhelm Liebknecht, cofondateur du Parti social-démocrate allemand (Sozialdemokratische Partei Deutschlands), qui eut l'audace de protester en 1871 au Reichstag contre l’annexion de l’Alsace et de la Lorraine, mais aussi le philosophe et sociologue anglais Herbert Spencer, le député Charles Bradlaugh, qui osa, l'un des premiers, ostensiblement refuser de prêter serment sur la Bible, César De Paepe, Charles Renouvier et Désiré Brismée. 
Rentré en Belgique, Eugène Hins sera l'un des critiques francophones des lettres russes les plus perspicaces de son temps (il est également connu pour avoir traduit plusieurs œuvres de Dostoïevski en français).
Après sa retraite, en 1900, il devient le dirigeant des associations belge et internationale de libres-penseurs.
Il deviendra également conseiller communal à Ixelles.
Une rue porte son nom dans la commune de Marcinelle.

## Publications
- Le congrès de Prague (8 au 12 septembre 1907)
- La libre pensée internationale en 1910, Bruxelles, 1911
- La libre pensée internationale en 1912, Bruxelles, 1912
- La libre pensèe internationale en 1913, Bruxelles, 1913
- La pensée internationale en 1911, Bruxelles, 1912
- Un an au Brésil, Mons : Hector Manceaux, 1884
- La politique de la Russie, Bruxelles : P. Weissenbruch, 1891
- La Russie dévoilée au moyen de sa littérature populaire, l'épopée animale, Paris : L. Baillière et H. Messager, 1883
- Des aspects dans la conjugaison française, [s.l., s.d.]
- Le conflit anglo-russe et le nouvel équilibre européen, Bruxelles : F. Larcier, 1885
- Que penser de Jésus ?, Bruxelles
- Les fêtes chrétiennes, Charleroi : Le Flambeau ; S. Ledoux, 1902

Traductions
- Rudolf Muldener, Choix de contes de divers peuples, Mons : Manceaux, 1887
- Nicolas Gogol, La Foire de Sorotchinetz, Bruxelles : Monnom, 1887

## Notices
- Dictionnaire des anarchistes, « Le Maitron » :  notice biographique.